# Зигфрид I фон Анхалт (архиепископ)
Зигфрид I фон Анхалт (на немски: Siegfried I von Anhalt; Siegfried von Anhalt; * ок. 1132, † 24 октомври 1184) от род Аскани, е римокатолически княжески епископ на Бранденбург (1173 – 1179) и княжески архиепископ на Хамбург-Бремен (1179 – 1184).

## Живот
Той е третият син на маркграф Албрехт I фон Бранденбург и съпругата му София фон Винценбург.
Зигфрид помага в управлението на братята му. Преди 1147 г. той влиза в манастир Unser Lieben Frauen в Магдебург и след 1155 г. става каноник. През 1173 г. е избран за княжески епископ на Бранденбург.
През 1179 г. Зигфрид фон Анхалт става архиепископ на Бремен. През 1180 г. той е признат от император Фридрих I Барбароса и папа Александър III.
Зигфрид умира през 1184 г. и е погребан в църква в Бремен.